# تا را رم بم
تا را رم بم (بالهندية: ता रा रम पम)‏ (بالإنجليزية: Ta Ra Rum Pum)‏ هو فيلم هندي من إنتاج شركة ياش راج فيلم سنة 2007. الفيلم من إخراج سيدهارث أرناند. إنها المرة الثانية التي اشتغل فيها بطلا الفيلم معا بعد النجاح الكبير الذي حققه فيلم هم تم (Hum Tum) سنة 2004.
يذكر أيضا أن المخرج قد تعامل سابقا مع الفنان سيف علي خان في فيلم سلام نماستي (Salaam Namaste) سنة 2005.

## القصة
يحصل راجفير "آر في" سينغ، عضو فريق حلبة السباق المرح والمتسابق الطموح، على عقد سباق سيارات احترافي مع فريق سبيدنج سادل، وهو فريق سباق متعثر، بعد تجاوز السرعة القانونية لسيارة أجرة في مدينة نيويورك مملوكة لمدير الفريق ووكيله في النهاية، هاري.
يصبح راجفير "آر في" متسابقًا ناجحًا، ويتزوج لاحقًا من راديكا "شونا" شيكار راي بانيرجي، عازفة بيانو وتخصصت في الموسيقى في جامعة كولومبيا، على الرغم من عدم موافقة والد راديكا، رجل الأعمال شوبو شيخار، بسبب افتقار الزوجين إلى الدرجات الأكاديمية والعمل التقليدي. بعد الزفاف، تترك شونا حياتها المهنية لرعاية طفليهما، بريا "برينسيس" سينغ وراجفير "تشامب" سينغ جونيور، حيث أصبح فريقا سبيدنج سادل وآر في الأكثر شهرة في هذه الرياضة.
بعد عام واحد، أثناء سباق، يصطدم المتسابق المنافس روستي فينكلشتاين بسيارة آر في، مما يؤدي إلى إصابته بجروح خطيرة ونقله إلى المستشفى. يعود آر في إلى الرياضة بعد عام واحد ولكنه ينهي السباق في المركز الأخير بسبب اضطراب ما بعد الصدمة (PTSD) الناجم عن الحادث. يغضب مالك الفريق بيلي بهاتيا، ويطرد آر في ويحل محله روستي.
بعد فشل الزوجين في الحصول على وظيفة بديلة (بما في ذلك محاولة فاشلة من آر في لإنشاء فريق منفصل مع هاري)، يتم حجز منزلهما، ويتم بيع معظم ممتلكاتهما، بما في ذلك خاتم زفاف شونا، بالمزاد لسداد الدائنين. مع بقاء حوالي 2000 دولار فقط باسمهم، تنتقل الأسرة إلى شقة من غرفة نوم واحدة على مشارف المدينة.
مصممين على إبقاء أطفالهما في مدرستهما الخاصة، شونا وآر في يأخذان عدة وظائف غريبة؛ يحاول آر في التخلي عن كلب العائلة، برونو، لتخفيف العبء عليهما.  يعود برونو إلى هاري، ويعرض على آر في رخصة التاكسي الخاصة به؛ فيرفضها بسبب استمرار هاري في العمل مع فرقة سبيدينغ سادليس ولكنه يقبلها في النهاية. تحصل شونا لاحقًا على وظيفة كعازفة بيانو في الحفلات وتلتقي بشوبو، الذي يعرض على الأسرة المساعدة، لكنها ترفضها بعد أن أهان آر في. تسمع الأميرة آر في وشونا وهما يتقاتلان وتعلم بمشكلتهما المالية. تخبر تشامب ويقرر الثنائي توفير أموال الغداء سراً لمساعدة والديهما. يؤدي هذا إلى تناول تشامب للطعام الفاسد من القمامة.
يحصل آر في على راكب يطلب الوصول السريع إلى المطار؛ يستخدمه كفرصة لاختبار مهاراته في السباق، ينجح آر في في البداية ولكنه يتعثر بعد معاناته من ذكريات حادثه. في محاولة أخيرة لدفع رسوم مدرستهما (وإقامة حفلة عيد ميلاد لتشامب)، يكذب آر في على أصدقائه وسائقي سيارات الأجرة الآخرين قائلاً إن الأميرة تعاني من الالتهاب الرئوي، مما يدفعهم إلى جمع صندوق لنفقاتها الطبية.
تكتشف شونا أن آر في كذب على أصدقائه بشأن إصابة الأميرة بالالتهاب الرئوي وتغضب منه. ومع ذلك، يفقد تشامب وعيه فجأة ويبدأ في النزيف من فمه. تنقله الأسرة بسرعة إلى المستشفى ثم يكتشف آر في وشونا الحقيقة أن الأميرة وتشامب كانا يوفران نقود الغداء للمساعدة في المشكلة المالية، حيث يكتشفان أن تشامب لديه قطعة زجاج في معدته، وستكلف الجراحة لإزالتها 65000 دولار. بعد أن رفض بيلي توسله للمساعدة، عرض هاري على آر في فرصة الانضمام إلى فريقهم والعودة إلى عالم السباق. يقبل آر في العرض ويشكل أصدقاؤه من سائقي سيارات الأجرة طاقم الحفرة ويقبلون اعتذار آر في عن الكذب عليهم بشأن إصابة الأميرة بالالتهاب الرئوي. يلتقي آر في بروستي ويبدأ في مواجهة اضطراب ما بعد الصدمة وذكريات الماضي من حادثه مع روستي، لكنه يتغلب على اضطراب ما بعد الصدمة لأنه أكثر اهتمامًا بحالة ابنه ويحفز نفسه على الاستمرار.  في اللفة الأخيرة، وبينما يحاول روستي دفع آر في مرة أخرى، يدفع آر في روستي هذه المرة بنفس الطريقة التي دفع بها روستي آر في ويتسبب في تدحرج روستي على طول المسار الخلفي ويموت في حطام ناري. يفوز آر في بالسباق.
يعود آر في إلى السباق بدوام كامل، وتصبح شونا عازفة بيانو محترفة، وتنتقل الأسرة (بما في ذلك تشامب الذي يتمتع بصحة جيدة الآن) إلى منزلهم الأصلي ولكنهم يعودون أحيانًا إلى مكانهم القديم لرؤية أصدقائهم. ثم يهدي آر في شونا خاتم زفافها.

## الممثلون
مثل في هذا الفيلم:
- سيف علي خان: في دور راج فير سينغ (آر في)
- راني موخرجي: في دور رادهيكا سوبهو شيكر راي بانرجي (رادهيكا)
- أنجلينا إدنان: في دور برينسس سينغ
- علي هاجي: في دور تشامب
- جاويد جعفري: في دور هاري
- شروتي سيت: في دور ساشا
- فيكتور بانرجي: في دور سوبهو شيكر راي بانرجي

## نجاح الفيلم
حقق الفيلم نجاحا كبيرا في داخل بوليوود، وكذلك خارجه، مثل الولايات المتحدة الأمريكية، الشرق الأوسط وشمال أفريقيا. لا يعود نجاح الفيلم إلى إتقان أداء الممثلين وحسب، بل أيضا إلى اعتمادهم على الإنجليزية إلى جانب الهندية كلغة أساسية في الفيلم، مما سهل فهمه وترجمته من طرف العديد من الأشخاص.

## وصلات خارجية
- تا را رم بم على موقع IMDb (الإنجليزية)
- تا را رم بم على موقع ميتاكريتيك (الإنجليزية)
- تا را رم بم على موقع روتن توميتوز (الإنجليزية)
- تا را رم بم على موقع نتفليكس (الإنجليزية)
- تا را رم بم على موقع قاعدة بيانات الأفلام العربية
- تا را رم بم على موقع ألو سيني (الفرنسية)
- تا را رم بم على موقع Turner Classic Movies (الإنجليزية)
- تا را رم بم على موقع أول موفي (الإنجليزية)
- تا را رم بم على موقع بوكس أوفيس موجو (الإنجليزية)
- تا را رم بم على موقع قاعدة بيانات الفيلم (الإنجليزية)
- الموقع الرسمي للفيلم